# アンデス少年ペペロの冒険
『アンデス少年 ペペロの冒険（アンデスしょうねん ペペロのぼうけん）』は、1975年10月6日から1976年3月29日まで、NET系列で全26話が放送されたテレビアニメである。

## 概要
約9年間に渡って放送された東映動画（現・東映アニメーション）制作の魔女っ子アニメ（途中、『バビル二世』放送のため、9か月の中断あり）に代わり、NET月曜日19時からの枠で開始したアニメ作品。和光プロ初の元請制作作品でもあり、当時の日本ではあまり知られていなかったアンデスを舞台にしている。
しかし、本作が2クールで終了したため、1965年2月開始の『宇宙パトロールホッパ』以来11年2か月続いたNET系月曜日19：00-19：30枠においてのアニメ路線は、本作の終了をもって一旦中断する。
その後、1984年度に放送番組センターが番組全26本分を購入する。

## ストーリー
アンデスに住むインディオの少年ペペロは、10歳の誕生日を迎えたその翌日に伝説の「黄金のコンドル」を目撃したことから、貧しい人々を救う宝があるという伝説の黄金郷「エルドラド（El Dorado）」を目指して旅に出ることになる。その旅はまた、7年前にエルドラドに向かったまま消息を絶った父カルロスの行方と、「黄金のコンドル」を見た日に出会った少女ケーナの失われた記憶を探す旅でもあった。

## 登場人物
ペペロ
声 - 鈴木弘子
本作の主人公。10歳。インディオの少年。
小さな村タルサに住むが、村では10歳になると男の子は大人の資格が与えられる。伝説の黄金郷エルドラドを目指して行方不明の父カルロスを捜そうと10歳の誕生日が来るのを待っていたが誕生日の翌日、黄金色に輝く「黄金のコンドル」を目撃した。母を一人にしてしまうことから旅に出ることを躊躇していたが、記憶喪失の少女ケーナに「黄金のコンドル」のことを聞いたことでエルドラドの存在を確信して旅に出た。旅の途中、幾度も「黄金のコンドル」に助けられつつエルドラドに辿り着くが、ケーナがエルドラドの王女だとわかる。また、エルドラドで再会した父カルロスと共に乗っ取りを企むアムナス大司教を首魁とする逆臣らと戦って彼らを倒したことでエルドラドの国家的な恩人ともなった。出立間際に「エルドラド」の秘密の宝「どんな荒れ地でも育つトウモロコシ」を授けられ、王女という身分違いの恋愛ではあるものの国王に許されて相思相愛になったケーナと婚約し、旅の途中で友達になった純白の野生馬ジュピターを残して彼に乗って輿入れする日を楽しみにしながら村に帰った。
10歳の子供とは思えぬ人物として描かれて些か出来すぎという印象を与えたが、父親のこととなると我を忘れて暴走しがちである。疲れて困っているケーナを自宅で休ませたのに乱暴に肩を揺すって聞き出そうとしたり、エルドラドの下の街で再会した父が無実の罪で捕縛されて処刑寸前だと知って騒ぎ立て、無実が証明されないと酷い目に遭うと察したアステコに口を塞がれてその場を連れ去られても仲間に降りかかる火の粉や父親の心情を理解しようとせず、地元の少年に諭されるまで受け入れられない年齢相応の子供らしい我が儘な様子が描かれた。
ケーナ
声 - 松尾佳子
本作のヒロイン。記憶喪失の少女。レキパ峠に倒れていたのをガウチョの老人チチカカに助けられ、一緒に旅をしていて疲れで困っていたところにペペロと出会う。特技は葦笛。旅路の中、ペペロと惹かれ合っていく。
実はエルドラドの王女。アムナス大司教らに誘拐されて谷底に落とされるが、一命を取り留めて逃れてチチカカに助けられた。第26話（最終話）「エルドラドの秘密の宝」で再会した「エルドラド」の国王と王妃である両親（声 - 丸山詠二、叶杏子）と次代の国王になる弟王子ヤンカと共に王宮に残り、年頃になったらペペロの元に輿入れすることが決まった。
チチカカ
声 - 上田敏也
牧畜を生業とする混血民族ガウチョの老人。なぜ、エルドラドを探すのかは不明だが、旅の途中、倒れていたケーナを助けた。エルドラドに向かう旅の前半では、ペペロら子供の保護者的存在であり、様々な助言をしていた。しかし、第13話「さようならチチカカ」で鍾乳洞に入るも元山賊の村長ウーゴと配下のコウモリ使いに騙されて迷った末に崩落が起こってペペロらと分断され、ペペロにリーダーとなって仲間と共にエルドラドに行けと告げた。ペペロの村で働きながらペペロの母と共に彼の帰りを待っていた。
アステコ
声 - 東美江
ペペロの親友兼ライバル。第2話「さらばインディオの村」でペペロの村から少し離れた、やはり貧しい小さな村に住んでいる。ペペロらが最初に立ち寄った村で両親（声 - 池田勝、叶杏子）と2人の弟（声 - 松岡洋子、舎川真澄）がいる。畑は痩せていて主食のトウモロコシの収穫が少なく、働いて家族を助けたくても働くことが出来ずにいた。弟が心配で旅立てずにいたが、両親の許可を得、ペペロらに同行してエルドラドを目指す。勇気や行動力があるが、当初は少々協調性に欠けたところがあった。負けず嫌い。
旅の初めは冷たく接しながらも徐々に惹かれて密かにケーナに恋していたが、彼女はペペロと相思相愛になっていたため、将来ペペロに嫁がせることを決めたエルドラドの国王に無駄だと思いつつ「俺もケーナが好きなんですけど。」と言ってみた。予期通りケーナはペペロが好きだからという国王の答えを聞き、失恋した。
チュッチュ
声 - 三浦理江
サーカス団「ドリゴー一座」の軽業師。第3話「サーカスの少年チュッチュ」でペペロらと出会う。両親を失い、唯一の肉親である姉を捜していた。稼ぎ頭であるため、姉らしき人物を見かけたという情報があっても人違いだったらガッカリするのはお前だとドリゴー親方（声 - 島田彰）が手放そうとしなかったが、ショーでペペロが手伝うふりをして姉捜しに行かせてやって欲しいと観客に訴えたため、観客の後押しに負けた親方に許されてペペロらに同行した。第20話「チュッチュのお姉さん」で、夢で見た2つに分かれた道の左側から姉の歌が聞こえていた左側の道に行きたがり、所詮は夢の中のことと無視して右側の道に行きたがったアステコと大喧嘩になるもペペロが説得して左側の道を行くが、その先の村で行われていた長者の息子ヤンタイ（声 - 三橋洋一）の婚礼で一緒に祝福される花嫁は他ならぬ姉（声 - 横沢啓子）だった。姉夫婦の元に置いていこうとしたペペロらを追いかけ、必ず姉の元に帰るという約束を果たして姉夫婦の村で各々の故郷に戻るペペロらと別れた。
チラ
ペペロが飼っているチンチラ。旅には連れて行かないつもりでペペロは檻に入れていたが、どうしてもついて行こうと脱走して旅に同行する。お調子者で臆病だが、チラがいなければ解決できない場面もあって活躍した。
ドンキー
ペペロが飼っているリャマ。立派な体格でスタミナもあり、旅を支える仲間。
ジュピター
第10話「幻の白馬ジュピター」に登場。ペペロが旅の途中で出会った純白の野生馬。友達の馬をワニに殺されて失うが、ペペロと友達になり旅の後半の大きな助けとなった。気位が高く、自身が認めた人間でなければ乗せない。またドンキーと違って普段はペペロ一行と距離を置き、いざという時に呼ばれて現れる切り札的存在。エルドラドに留まり、ケーナが輿入れの際には彼女を乗せて来ることになっている。
カルロス
声 - 田中信夫
ペペロの父。7年前、貧しい暮らしに苦しむ家族と村人を救おうとエルドラドに旅立ち、第25話「黄金の都 エルドラド」でエルドラド城下町で泥棒の濡れ衣を着せられ処刑されかけるが、苦難の末に辿り着いた息子ペペロに救われた。ペペロと共に村で待つ妻の元に戻った。
アニータ
声 - 池田和歌子 / たきまりこ
カルロスの妻、ペペロの母。
パルン
声 - 古谷徹
盗賊の少年。
ホセ
声 - 三橋洋一（現「橋本晃一」）
パルンの兄。エルドラド城下町の競技闘士。
アープ
声 - 岡田道郎
エルドラド城下町の保安官。強欲で首飾りを盗んでカルロスに濡れ衣を着せ、その秘密を知るホセとパルン兄弟を謀殺しようとするもペペロらに暴かれて捕縛される。
長官
声 - 増岡弘
正義により罪を裁く司法を司る人物。
アムナス
声 - 岡田道郎
大司教。エルドラドの乗っ取りの謀反を企む逆臣。
黄金のコンドル
黄金色に輝くコンドル。神の使いであり、旅の途中で幾度となくペペロらを助け、エルドラドの王宮に向かうゴンドラがロープを逆臣らに切られて深い谷底に落ちかけた際、ゴンドラを掴んで王宮に運び王宮の人々を驚かせた。
ナレーター - 池田和歌子（第1話 - 第5話） / たきまりこ（第6話以降）

## スタッフ
- 原案：高橋澄夫、小野達也
- プロデューサー： 宮崎慎一 (NET)、中野庄司（大広）、佐藤光雄、高橋澄夫（以上、和光プロ）
- 総監督：宇田川一彦
- 企画：横地敏考、北村昭一
- 構成：楳図良雄、佐藤光雄
- キャラクターデザイン：岡迫亘弘、谷口守泰
- 作画監督：岡迫亘弘
- 原画：アニメルーム、海老沢幸男、アベ正己、楠田悟、堀本善法、星川信芳、朝戸澄子、みぶおさむ、加藤誠一、林政行、芦田豊雄、前田康成、吉橋節、小泉謙三、朝倉隆、青鉢芳信、池田正和、中村清、神宮慧、山本恭子、他
- 動画：武井恒夫、佐久間信和、福地信之、高橋由美子、一川孝久、島田和義、中村光子、加藤誠一、岡崎恵三、清島孝一郎、楠田悟、他
- 美術監督：新井寅雄
- 美術設定：井上徹夫
- 撮影監督：松原金太郎
- 編集：西出栄子
- 現像：東京現像所
- 音楽：山下毅雄
- 録音ディレクター：石田忠賢
- 録音スタジオ：アバコスタジオ
- 配役協力：俳協
- 制作：NET、和光プロ、大広

## 音楽
山下毅雄が主題歌の作曲およびBGMを担当した。山下は『ルパン三世 (TV第1シリーズ)』の他、特撮、時代劇、刑事ドラマ、クイズ番組など、幅広い活躍をしており、アニメでは本作の前にも『冒険ガボテン島』、『ガンバの冒険』といった冒険物の音楽を手掛けていた。
挿入歌の初出音盤は「最新テレビまんが人気者デラックス 2」というLP（日本コロムビアより1976年に発売）。同LPには同時期に放送されていた4作品（本作、『アラビアンナイト シンドバットの冒険』、『わんぱく大昔クムクム』、『草原の少女ローラ』）から各4曲（OP＋ED＋新録音の挿入歌2曲）、合計16曲が収録され、そのうち11曲を堀江美都子が歌っていた。
OP、EDともに大杉久美子によるカヴァー版も存在する（1976年にアポロン音楽工業より発売されたカセットに収録）。本人いわく、「いい歌だなぁ」と思っていたらカヴァーの依頼が来て嬉しかったという。
なお、漫画家の楳図かずおが構成担当の楳図良雄（実弟）からの依頼で、主題歌の作詞を手がけた。
主題歌
オープニングテーマ「ペペロの冒険」
作詞 - 楳図かずお / 作曲 - 山下毅雄 / 編曲 - 筒井広志 / 歌 - 堀江美都子
出だしは『コンドルは飛んで行く』へのオマージュ。
エンディングテーマ「風よつたえて」
作詞 - 楳図かずお / 作曲 - 山下毅雄 / 編曲 - 筒井広志 / 歌 - 堀江美都子、ムーンドロップス
挿入歌
「すすめペペロ」
作詞 - 若林一郎 / 作曲 - 山下毅雄 / 編曲 - 筒井広志 / 歌 - 堀江美都子
「チュッチュッのわらべうた」
作詞 - 若林一郎 / 作曲 - 山下毅雄 / 編曲 - 筒井広志 / 歌 - 堀江美都子、コロムビアゆりかご会

## 各話リスト
| 話数 | 放送日         | サブタイトル              | 脚本              | 絵コンテ   | 演出                |
| ---- | -------------- | ------------------------- | ----------------- | ---------- | ------------------- |
| 1    | 1975年 10月6日 | エルドラドへの旅立ち      | 原島重治          | 奥田誠治   | 宇田川一彦 安濃高志 |
| 2    | 10月13日       | さらば インディオの村     | 吉川惣司          | 池野文雄   | 安濃高志            |
| 3    | 10月20日       | サーカスの少年 チュッチュ | 三宅直子          | 高橋資祐   | 加藤勝              |
| 4    | 10月27日       | 魔の湖を越えて            | 山本優            | 池野文雄   | 安濃高志            |
| 5    | 11月3日        | 霧の中のケーナ            | 三宅直子          | 池野文雄   | 長谷川康雄          |
| 6    | 11月10日       | 命のつり橋                | 山本優            | 高橋資祐   | 安濃高志            |
| 7    | 11月17日       | コンドルのいる白い峰      | 辻真先            | 奥田誠治   | 長谷川康雄          |
| 8    | 11月24日       | ピューマの子守唄          | 雪室俊一          | 池野文雄   | 安濃高志            |
| 9    | 12月1日        | 消えたカピタ神殿          | 吉川惣司          | 奥田誠治   | 長谷川康雄          |
| 10   | 12月8日        | 幻の白馬 ジュピター       | 辻真先            | 奥田誠治   | 安濃高志            |
| 11   | 12月15日       | 謎のナルーアの宝          | 辻真先            | 奥田誠治   | 長谷川康雄          |
| 12   | 12月22日       | 黄金のコンドルの歌        | 原島重治 皆恒直志 | 池野文雄   | 安濃高志            |
| 13   | 12月29日       | さようなら チチカカ       | 雪室俊一          | 奥田誠治   | 長谷川康雄          |
| 14   | 1976年 1月5日  | 対決!黒わし団             | 原島重治 皆恒直志 | 光野ひさし | 野村和史            |
| 15   | 1月12日        | 急げペペロ!オオカミ谷へ   | 山本優 皆恒直志   | 加藤勝     | 安濃高志            |
| 16   | 1月19日        | 人喰い大蛇 アナコンダ     | 辻真先            | 光野ひさし | 長谷川康雄          |
| 17   | 1月26日        | ワシにさらわれた赤ちゃん  | 有馬泉            | 池野文雄   | 安濃高志            |
| 18   | 2月2日         | 水晶の宮殿の女王          | 美濃悠二          | 風間実     | 長谷川康雄          |
| 19   | 2月9日         | よみがえれ 太陽の都       | 吉川惣司          | 奥田誠治   | 野村和史            |
| 20   | 2月16日        | チュッチュのお姉さん      | 美濃悠二          | 富野喜幸   | 富野喜幸            |
| 21   | 2月23日        | 女だけのアマゾン族        | 辻真先            | 奥田誠治   | 長谷川康雄          |
| 22   | 3月1日         | 湖底の黄金神殿            | 有馬泉            | 池野文雄   | 安濃高志            |
| 23   | 3月8日         | ふしぎな地底王国          | 雪室俊一          | 富野喜幸   | 富野喜幸            |
| 24   | 3月15日        | 鬼隊長の娘                | 久保田圭司        | 風間実     | 長谷川康雄          |
| 25   | 3月22日        | 黄金の都 エルドラド       | 有馬泉            | 富野喜幸   | 富野喜幸            |
| 26   | 3月29日        | エルドラドの秘密の宝      | 美濃悠二          | 風間実     | 安濃高志            |

## 放送局
- NET（現・テレビ朝日）：月曜 19:00 - 19:30
- 北海道テレビ：月曜 19:00 - 19:30[5]
- 青森放送：金曜 17:55 - 18:25[6]
- 秋田放送：木曜 19:00 - 19:30[6]
- 山形テレビ：土曜 18:30 - 19:00[7]
- 東日本放送：月曜 19:00 - 19:30[8]
- 福島中央テレビ：土曜 19:00 - 19:30[9]
- 新潟総合テレビ：月曜 19:00 - 19:30[8]
- 山梨放送：金曜 16:55 - 17:25[10]
- 静岡放送：火曜 17:30 - 18:00[11]
- 長野放送：土曜 18:30 - 19:00[7]
- 北日本放送：水曜 17:20 - 17:50、1975年10月8日放送開始[12]
- 石川テレビ：土曜 18:30 - 19:00、1975年10月11日放送開始[13]
- 名古屋テレビ：月曜 19:00 - 19:30[14]
- 朝日放送：月曜 19:00 - 19:30
- 山陰放送：木曜 18:00 - 18:30[15]
- テレビ岡山：月曜 19:00 - 19:30[16]（当時の放送免許エリアは岡山県のみ）
- 瀬戸内海放送：月曜 19:00 - 19:30[16]（当時の放送免許エリアは香川県のみ）
- 広島ホームテレビ：月曜 19:00 - 19:30[16]
- 山口放送：金曜 18:00 - 18:30[17]
- テレビ愛媛：土曜 18:30 - 19:00[18]
- 九州朝日放送：月曜 19:00 - 19:30[19]
- 長崎放送：日曜 17:30 - 18:00[20]
- テレビ熊本：土曜 18:30 - 19:00[20]
- テレビ大分：月曜 19:00 - 19:30[18]
- 鹿児島テレビ：月曜 19:00 - 19:30[21]
- 琉球放送：土曜 18:00 - 18:30（1976年6月時点、遅れネット）[22]

## 補足・要綱
- 日本国内でDVD-BOXが発売された。現在、使用できる素材が放送番組センター（現：社団法人放送ライブラリー）に保存されていたフィルムのみで、オープニング映像など2種類のバージョンがあるのに対し、DVDにはそのうちの1種類しか収録されていない。